# Мария Павловна
Мария Павловна (16 февруари 1786 – 23 юни 1859) е велика руска княгиня – третата дъщеря на руския император Павел I и София Доротея Вюртембергска
Мария Павловна е родена в Санкт Петербург, но отраства в Павловск. Получава обичайно за руските княгини образование.
Още от дете Мария Павловна е смятана за не особено красива поради факта, че лицето ѝ е обезобразено след новаторско за онова време прилагане на ваксина срещу едра шарка.
На 3 август 1804 г. Мария Павловна се омъжва за великия херцог Карл Фридрих фон Сакс-Ваймар-Айзенах. Младоженците остават да живеят девет месеца в Петербург преди да заминат за Ваймар.
Мария Павловна и Карл Фридрих имат четири деца:
- Павел Александър Карл Константин Фридрих Август (1805 – 1806)
- Мария Луиза Александрина (1808 – 1877), омъжва се 1827 за принц Карл Пруски (1801 – 1883)
- Августа Луиза Катерина (1811 – 1890), омъжва се 1829 за Вилхелм I от Прусия и става императрица на Германия
- Карл Александър Август Йохан (1811 – 1901), велик херцог на Саксония-Ваймар-Айзенах, ∞ 1842 принцеса София Нидерландска (1824 – 1897)

След смъртта на Карл Фридрих Мария Павловна се оттегля от активния публичен живот, който води дотогава.
Последното посещение на Мария Павловна в Русия е през 1855 г. за коронацията на племенника ѝ Александър II
Умира на 23 юни 1859 г. в двореца Белведере във Ваймар.